# Dedham (Iowa)
Dedham – miasto w Stanach Zjednoczonych, w stanie Iowa, w hrabstwie Carroll.

## Demografia
W 2000 liczyło 280 mieszkańców. W 2023 liczba mieszkańców spadła do 221 osób, a gęstość zaludnienia poniżej 148 osób/km².